# 莞城街道
莞城街道，通称“莞城区”，是中国广东省东莞市下辖的一个街道，由原莞城、附城、步步高等合并而成，是东莞市旧的政治和文化中心，外来人口9.8万人。区内有广东四大名园之一的东莞可园。街道辦事處駐高第街1號。

## 行政區劃
莞城街道下辖以下地区：
东正社区、市桥社区、北隅社区、西隅社区、罗沙社区、博厦社区、兴塘社区和创业社区。

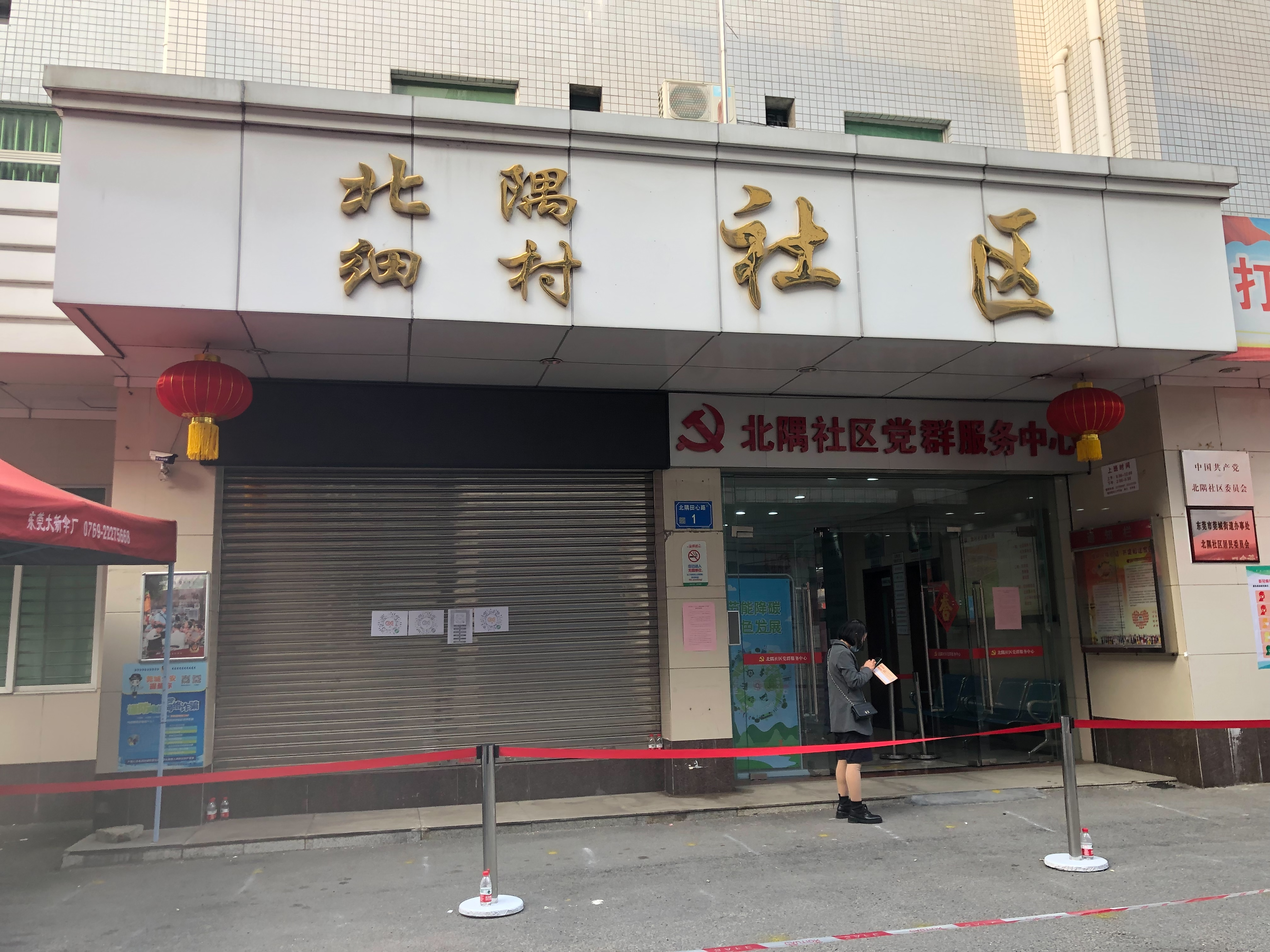
北隅社区与细村社区合署办公地点

根據第七次全国人口普查數據，截至2020年11月1日零時，莞城街道常住人口為173957人。

## 图集

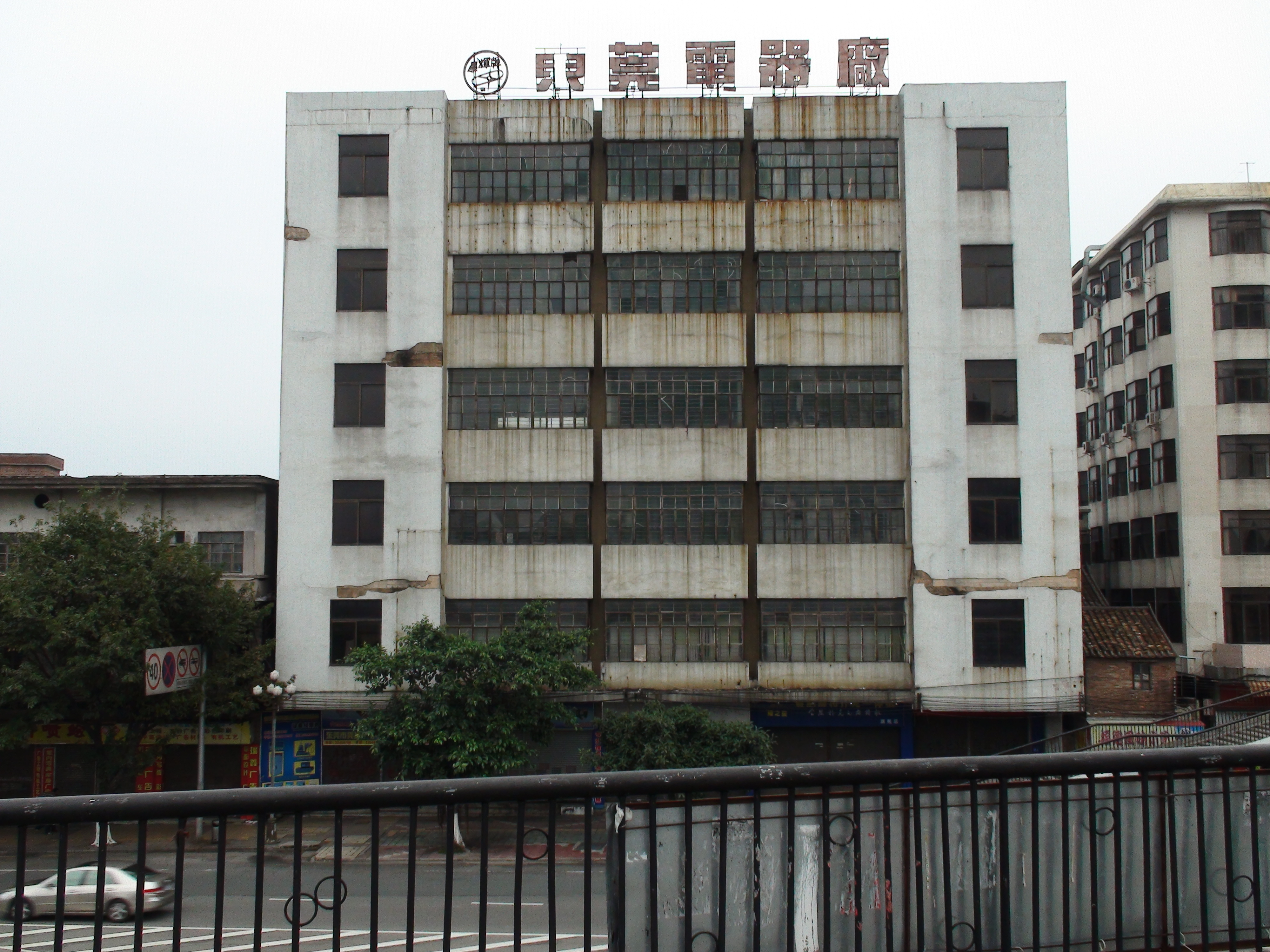
东莞市电器厂
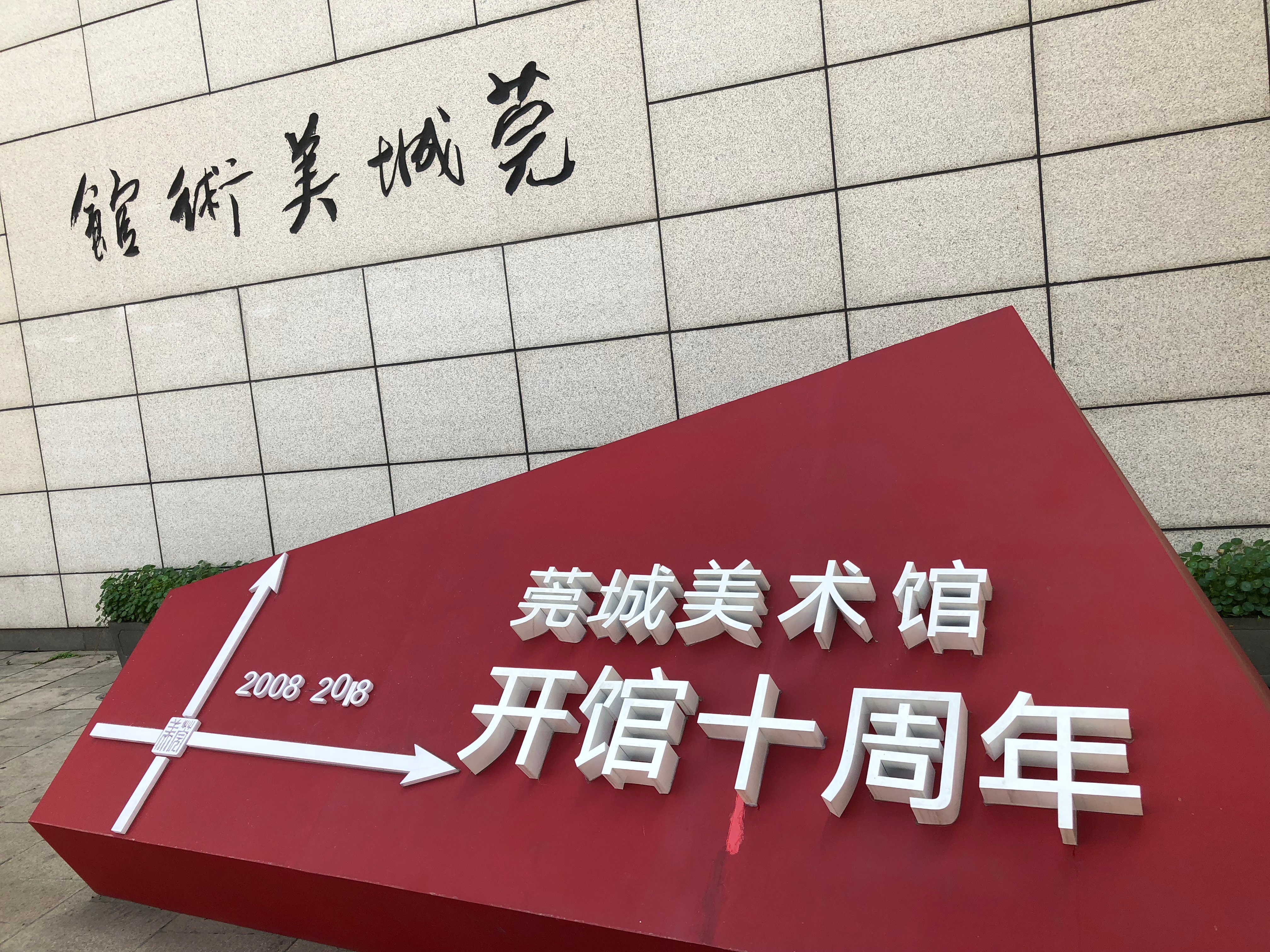
莞城美术馆
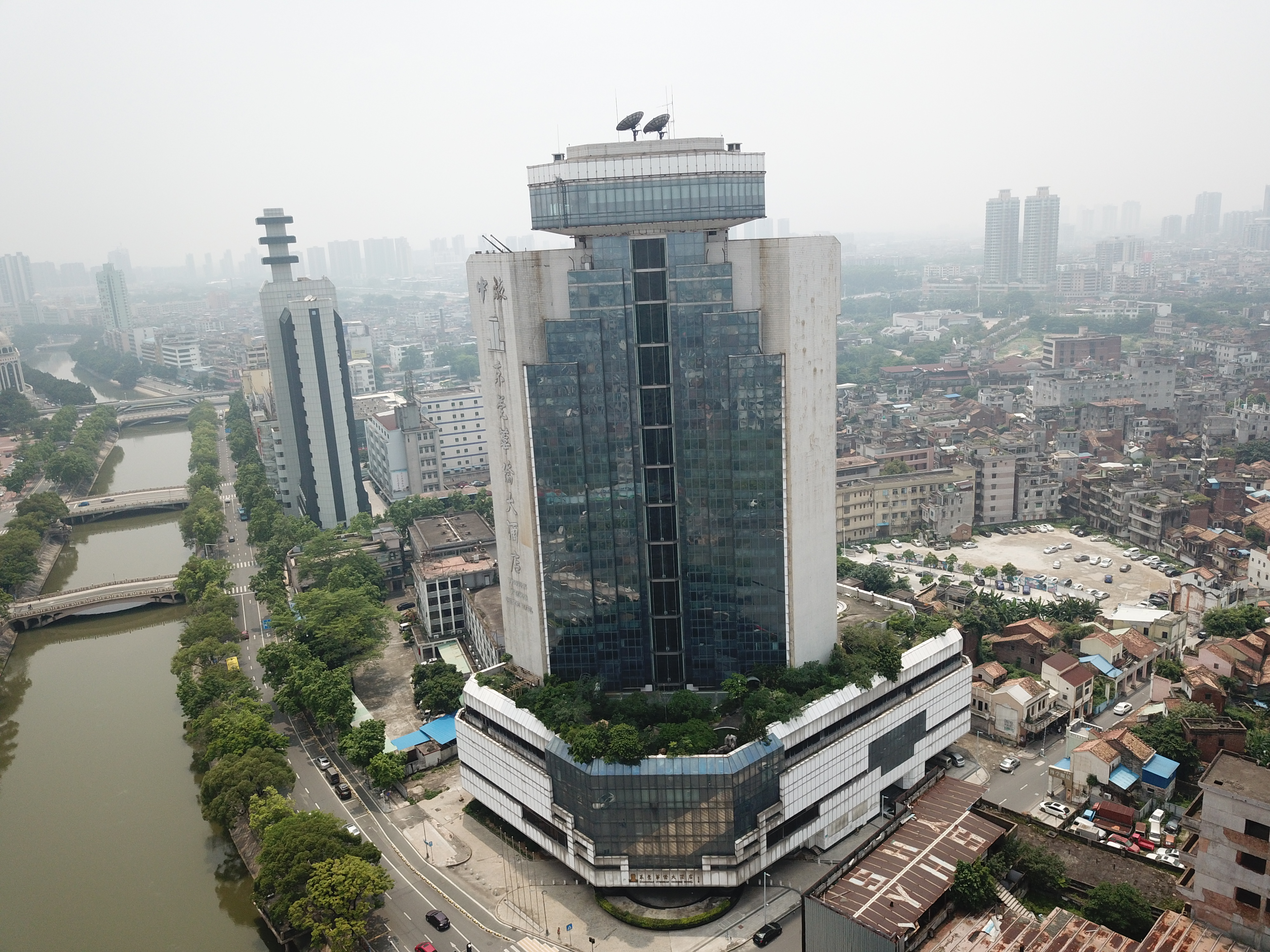
东莞华侨大酒店
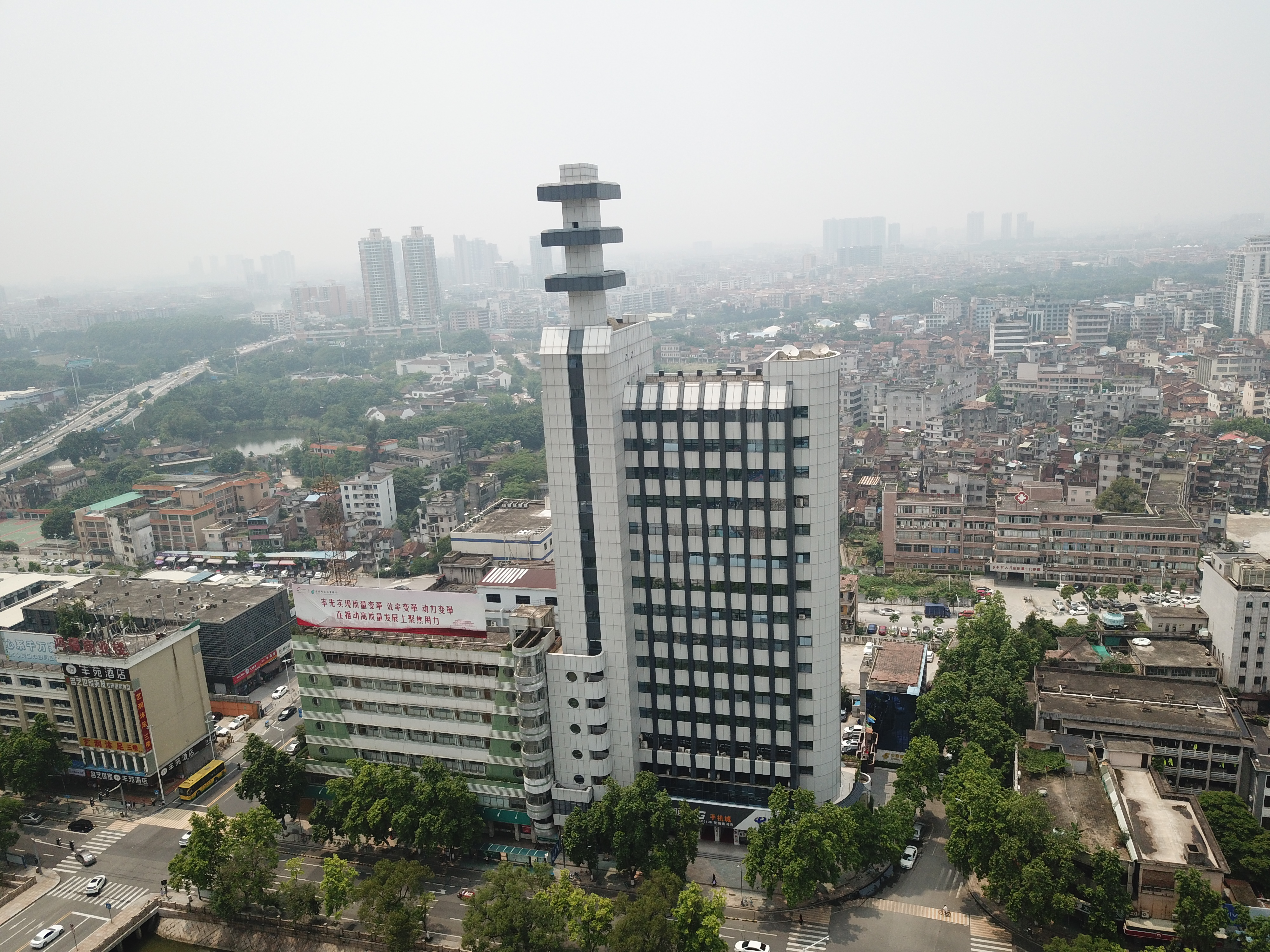
东莞市电信大楼
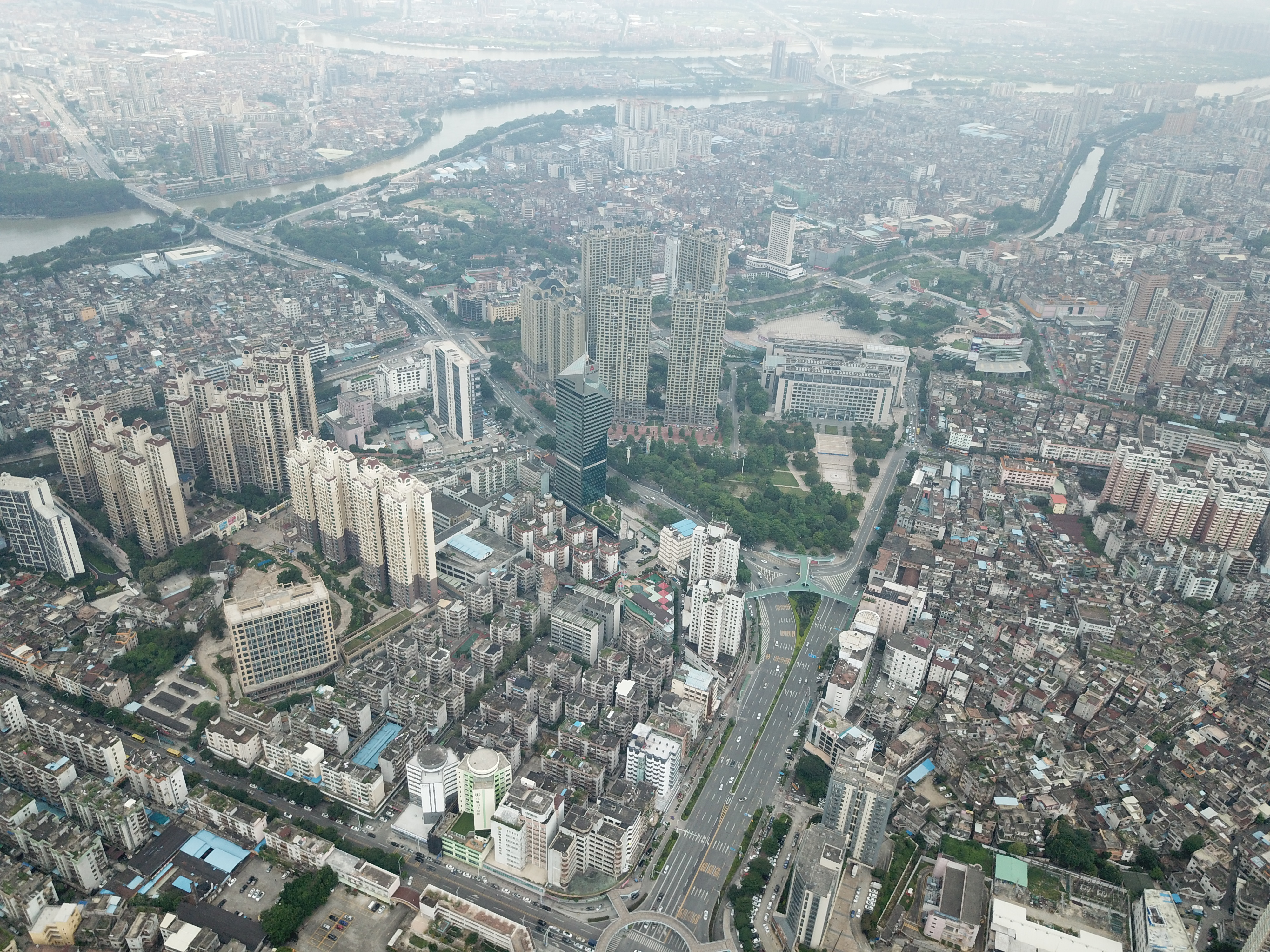
东莞市莞城区 航拍
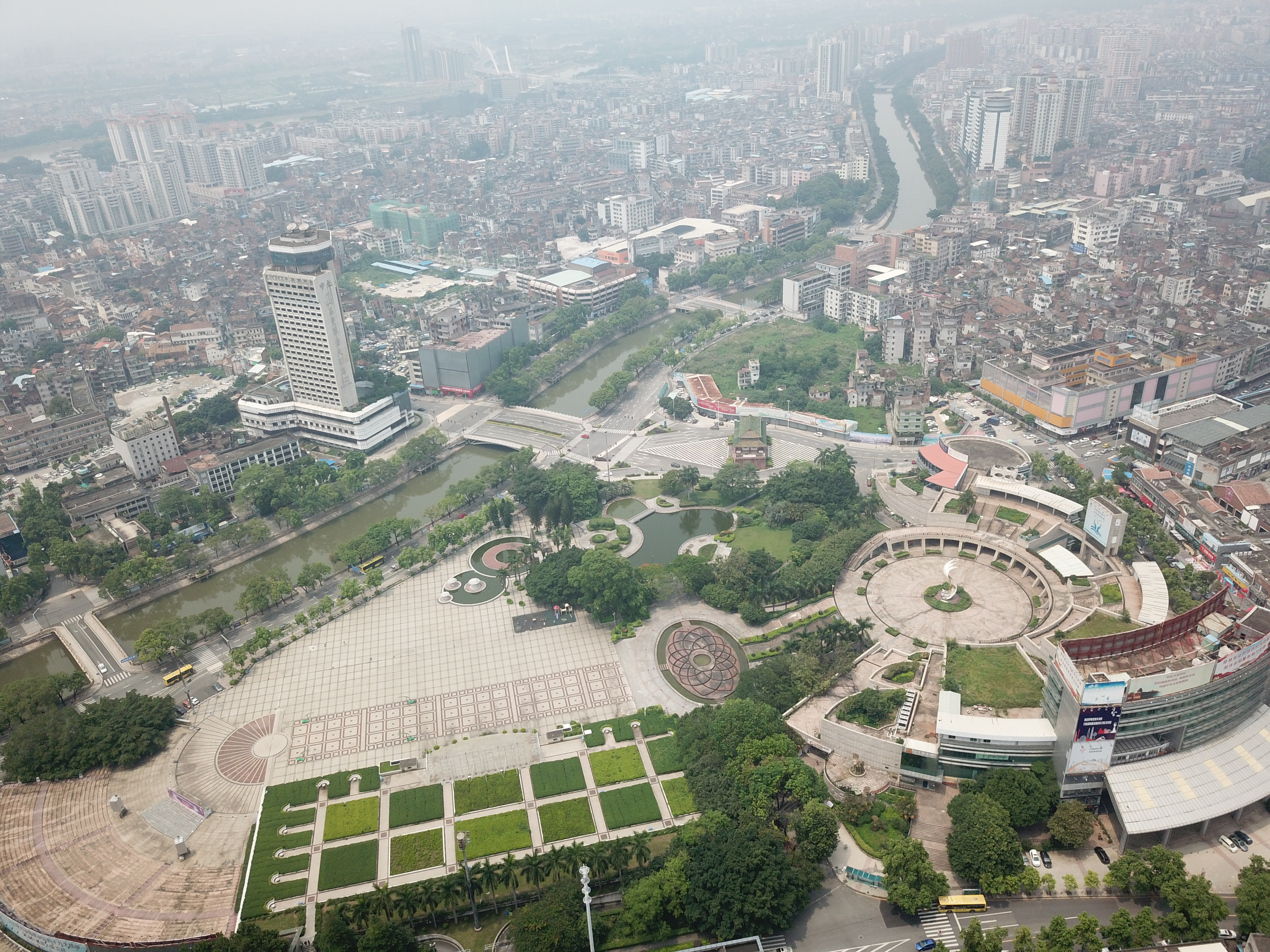
莞城区文化广场